# Attagenus iserlei
Attagenus iserlei – gatunek chrząszcza z rodziny skórnikowatych i podrodziny Attageninae.
Gatunek ten opisany został w 2008 roku przez Jiříego Hávę i Marcina Kadeja. Nazwę gatunkową na cześć Jana Iserle nadał Kalík na etykiecie, jednak nigdy nie opublikował opisu.
Chrząszcz o brązowym, zaokrąglonym ciele długości od 2,75 do 2,9 mm i szerokości od 1,55 do 1,75 mm. Głowa i tarczka z szarym lub żółtawym owłosieniem. Czułki jedenastoczłonowe z trójczłonową buławką, której ostatni człon jest prawie okrągły. Owłosienie przedplecza i pokryw mieszane: brązowe i żółtawe lub szare; na tych drugich tworzy wzór w formie pięciu przepasek poprzecznych. Wyrostek przedpiersia długi i szeroki.
Owad znany z wyłącznie z Erytrei.